# Държавен съвет на Княжество България
Вижте пояснителната страница за други значения на Държавен съвет.
Държавният съвет на Княжество България, учреден с манифест на княз Александър I Батенберг на 14 септември 1881 г., е висша държавна институция в периода на Режима на пълномощията. Изработва законите, контролира правителството, следи за правилното прилагане на съдебните закони и служи като последна инстанция при административни спореве и др.

## История

### Функции
Уставът на Държавния съвет, оповестен с указ на княз Александър Батенберг от септември 1881, е разработен от професор Марин Дринов и наложен със съдействието на руския дипломатически представител в България Михаил Хитрово. Съгласно този документ съветът изготвя законопроектите, приемани от Народното събрание, и указите, издавани от княза, контролира финансово местната власт, следи за спазването на основните закони и действа като висша инстанция при разрешаването на административни спорове.

### Състав
Държавният съвет се състои от четирима членове, назначени директно от княза, и още осем, определени пак от него, но измежду двадесет кандидати, избрани от народа. С право на глас в Съвета, но само по въпроси от своите ресори, са министрите и представител на Православната църква. Вследствие от въведения ценз (кандидатите трябва да са заемали висши длъжности в държавната и съдебната администрация) и объркването в Либералната партия след държавния преврат от април 1881, изборите за Държавния съвет от есента на същата година са спечелени убедително от Консервативната партия, която поддържа амбициите на Батенберг за неограничена власт.
В първоначалния състав на Държавния съвет, назначен с княжески указ на 31 декември 1881, влизат Тодор Икономов, Тодор Бурмов, Марко Балабанов, Димитър Греков, Евлогий Георгиев, Юрдан Тодоров, Никола Даскалов, Георги Шопов, Георги Тишев, Никола Михайловски и Хаджи Мехмед Али. Първият председател на Съвета е Тодор Икономов, наследен през януари 1883 Георги Вълкович. По устав съставът на Държавния съвет трябва да се обновява на всеки три години.

### Разформироване
Не успява да изпълни мандата си, тъй като е закрит на 9 септември 1883 година с възстановяването на Търновската конституция.